# Centaurus-A
Centaurus-A ist eine im Jahre 2000 gegründete Band aus Köln, die eine Mischung aus Technical Death Metal und Thrash Metal spielt. Der Name bezieht sich auf die Galaxie Centaurus A, die für ihre starke Radiostrahlung bekannt ist.

## Geschichte
Centaurus-A wurde im Jahre 2000 von Maik Matanovic (E-Gitarre), Patrick Schröder (Schlagzeug) und Michael Ahlgrimm (Bass) in Köln gegründet. Nachdem sie zwei Demos veröffentlicht hatten, wurde die Besetzung im Jahr 2003 durch den Beitritt des Gitarristen Hernan Martinez und des Sängers Johannes Henke komplettiert. Nach der Veröffentlichung mehrerer Demos wurde 2003 das Demo Narcotic in einem Tonstudio aufgenommen. In den Folgejahren spielte die Band auf verschiedenen Konzerten in Deutschland.
Im April 2007 nahm die Band ihr erstes Album Side Effects Expected auf. Centaurus-A unterschrieb im März 2009 einen Vertrag bei Listenable Records. Nach der Veröffentlichung des Debütalbums spielte die Band auf diversen Konzerten in Europa, unter anderem mit Bands wie Gojira und Hatesphere. Außerdem nahm die Band an einigen Festivals wie dem Metalcamp teil.

## Stil
Centaurus-A spielt in erster Linie eine Mischung aus Technical Death Metal und Thrash Metal. Die Musik ist im Allgemeinen sehr abwechslungsreich konstruiert, so dass auch Einflüsse aus Melodic Death Metal und Groove Metal vorhanden sind. Auch Tempowechsel zwischen den Songs sind häufig. In verschiedenen Reviews zum Debütalbum wurde das präzise Drumming von Patrick Schröder besonders hervorgehoben.

## Diskografie
- 2000: Last Step Line (Demo)
- 2001: Nimbus (Demo)
- 2002: Untitled Demo (Demo)
- 2003: Narcotic (Demo)
- 2009: Side Effects Expected (Listenable Records)
- 2018: Means of Escape